# Кузовкін Дмитро Георгійович
Дмитро Георгійович Кузовкін (Дмитро «Казік» Кузовкін23 червня 1952, Львів — 12 грудня 2022, Львів) — український письменник (писав російською і українською мовою), художник-графік.

## Біографія
Народився у Львові в сім'ї інженерів. Батьки походили з Чорноземної смуги Росії. Батько Георгій Кузовкін (1913—1992) був учасником Другої світової війни, працював у Москві, але з політичних мотивів не зміг захистити дисертацію; рятуючись від репресій, прибув до Львова наприкінці 1940-их років. Мати Єлизавета Алфьорова (1914—1981) походила з дворян, в роду були активісти руху толстовців.
Закінчив львівську СШ № 8 (1969). Навчався у Львівському університеті (1970—1975) на російській філології; одногрупником був майбутній російський письменник Ігор Клех. Працював у Львівській науковій бібліотеці ім. Стефаника (1979—1991), вітражистом у майстерні Григорія Комського (1992—1994).
Був учасником першого складу культової рок-групи Супер Вуйки (у 1975—1978; бас-гітара); у березні 1978 р. пішов звідти через незгоду з репертуарною політикою, пропонуючи виконувати рок-н-рольні автентичні україномовні тексти на зразок довоєнного львівського вуличного шансону. Над цим Супер Вуйки почали працювати з наступного року, що, непрямим чином, привело до їх заборони; пізніше ця тенденція проявилася у творчості Лесик-Band і Братів Гадюкіних.
У цей період зійшовся з групою інтелектуалів, переважно російськомовних, які іменували себе Львівською школою (вперше назва зафіксована в листуванні Олександра Аксініна в січні 1974 і стосувалася його і його однокласника поета Олександра Тойбера) і збиралися у вітражній майстерні Анатолія Чобітька (1952—2007) у Катівській вежі при Міському арсеналі (бл. 1976—1980), потім рік чи два в мансарді будинку на пл. Ринок,26, а потім у 1980-их — у підвалі будинку на вул. Грабовського,14 (лідери Григорій Комський (н. 1950; від 1998 проживає у Гайдельберзі) та Ігор Клех, серед учасників — Кость Присяжний, Василь Польовий, Валерій Шаленко, Віктор Александренко (н. 1946), Юрій Соколов, Леонід Швець (1949—1993), Сергій Фрухт (1950—2017), Андрій Плахов, Олександр Дитчук (1954—2009), Ярослав Павлюк, Микола Яковина, Тарас Возняк, Ігор Подольчак). Це середовище причетне до поширення культу Богдана-Ігора Антонича й Бруно Шульца у Львові. У 1985 р.
У середовищі «Львівської школи» Дмитро Кузовкін пропагував «Тибетську книгу мертвих» у польському перекладі, переклавши її наступного року російською мовою. З цією темою пов'язана історія, котра трапилася з ним у 1966 р., коли він мало не втопився в озері в Ірпіні. Надалі він неодноразово повертався до образів загробного світу, намагаючись відобразити їх у малюнках, та врешті визнав, що фарби і сюрреалістичні сюжети не надаються до вирішення цієї проблеми. Тільки влітку 2011 р. він зміг наблизитися до втілення своєї мрії, завдяки жанрові літературної пародії. Так з'явилася Львовская книга мёртвых[недоступне посилання з липня 2019], де викладене його ноу-хау у танатології — кілька контроверсійних поглядів на видіння, що їх переживають люди у стані клінічної смерті.
Перші публікації — в альманаху «Фіра» (редактор Юрій Перетятко) з 1991 р.
Від 1993 р. член «Галицької мистецької асоціації» (голова Юрій Соколов). На першій персональній виставці «Левітація» (липень 1993, Львів) презентував кольорові рисунки в хіппі-стилі.
Член редколегії альманаху Хіппі у Львові (1-го і 2-го випусків), де опублікував збірку есеїв і художніх текстів «Make Love Here And Now» (2011, 2012); там, поряд із загалом позитивною оцінкою руху хіппі, звернув увагу на деякі негативні моменти в ідеології руху, непослідовність його гасел і програмових засад.
У квітні 2013 р. у видавництві Тріада плюс вийшла окремим виданням «Львовская книга мёртвых», згодом ще кілька — всі в серії книг «Хіппі у Львові».
Дмитро Кузовкін помер 12 грудня 2022 року у Львові у віці 70-ти років.

## Публікації
- Дмитрий Кузовкин. (текст к каталогу) / Сотовый объект. — Львов, 1998.
- Дмитро «Казік» Кузовкін. Make Love Here And Now! // Хіппі у Львові, випуск № 1-2. — Львів, 2011; 2012.
- Дмитро Кузовкін. Кайнозой (Статті. Лірика. Інтимна лірика. Графіка) (2012)
- Дмитрий Кузовкин. Львовская книга мёртвых. — Львів: Тріада плюс, 2013. — 120 с.
- Дмитро Кузовкін. Магія Секс Хіпі. — Львів: Тріада плюс, 2013. — 140 с.
- Дмитрий Кузовкин. Антиэкология. — Львів: Тріада плюс, 2013. — 156 с.
- Дмитрий Кузовкин. Афоризмы на каждую ночь. — Львів: Тріада плюс, 2013. — 112 с.